# 2005 v loďstvech
Tento článek obsahuje významné události v oblasti loďstev v roce 2005.

## Události

### Leden
8. ledna
- Americká ponorka USS San Francisco (SSN-711) třídy Los Angeles narazila při plavbě vysokou rychlostí 30 uzlů v hloubce 160 metrů do podmořské hory. V té době se nacházela jihovýchodně od Guamu. Těžce poškozená ponorka byla zachráněna jen s největším vypětím. Celkem 98 členů posádky bylo zraněno. V rámci oprav ponorka dostala celou novou příď pocházející z vyřazené ponorky USS Honolulu.

## Lodě vstoupivší do služby
- 16. února –  Sazanami (DD-113) – torpédoborec třídy Takanami

- 18. února –  Ma-an-šan (525) – fregata typu 054

- 19. února –  USS Jimmy Carter (SSN-23) – ponorka třídy Seawolf[1]

- Únor –  Esbern Snare (L17) – podpůrná loď třídy Absalon

- 5. března –  USS Nitze (DDG-94) – torpédoborec třídy Arleigh Burke

- 22. června –  Hanko (82) – raketový člun třídy Hamina

- 11. července –  INS Beas (F24) – fregata třídy Brahmaputra[2]

- 30. července –  USS Halsey (DDG-97) – torpédoborec třídy Arleigh Burke[3]

- 8. října –  HMAS Toowoomba (FFH 156) – fregata třídy Anzac

- 19. října –  U-31 (S181) – ponorka typu 212A

- 19. října –  U-32 (S182) – ponorka typu 212A

- 12. listopadu –  USS Bainbridge (DDG-96) – torpédoborec třídy Arleigh Burke[4]

- 20. prosince –  Roussen (P 67) – raketový člun třídy Roussen